# Cilla (album)
Cilla è il primo album in studio della cantante britannica Cilla Black, pubblicato nel 1965.

## Tracce
Side 1
1. Goin' Out of My Head – 2:14 (Teddy Randazzo, Robert Weinstein)
2. Every Little Bit Hurts – 2:36 (Ed Cobb)
3. Baby It's You – 2:46 (Burt Bacharach, Mack David, Barney Williams)
4. Dancing in the Street – 2:26 (Ivy Jo Hunter, William Stevenson, Marvin Gaye)
5. Come to Me – 2:35 (George Martin, Bobby Willis)
6. Ol' Man River – 2:30 (Jerome Kern, Oscar Hammerstein II)

Side 2
1. One Little Voice (Uno Di Voi) – 3:04 (Coppola, Isola, Shaper)
2. I'm Not Alone Anymore – 2:22 (Clive Westlake, Kenny Lynch)
3. Whatcha Gonna Do 'Bout It – 2:32 (Doris Troy, Gregory Carroll)
4. Love Letters – 3:15 (Edward Heyman, Victor Young)
5. This Empty Place – 2:41 (Hal David, Burt Bacharach)
6. You'd Be So Nice to Come Home To – 2:22 (Cole Porter)